# Christian August Hausen
Pour les articles homonymes, voir Hausen.
Christian August Hausen, né le 19 juin 1693 à Dresde et mort le 2 mai 1743 à Leipzig, est un mathématicien, physicien, astronome allemand connu pour ses recherches sur l'électricité.

## Biographie
Christian August Hausen der Jüngere, dit le Jeune est le fils de Christian August Hausen der Ältere (1663–1733), dit l'Ancien, pasteur et théologien luthérien de Dresde.
Christian Hausen a étudié les mathématiques à l'université de Wittemberg et a obtenu une maîtrise en philosophie en 1712. Peu de temps après, il a entrepris un voyage scientifique qui le mènera à travers l'Allemagne, la Suisse, la France et l'Angleterre. En 1724, il revint à Leipzig où fut engagé comme professeur de mathématiques à l'Université de Leipzig.
Christian Hausen étudia les phénomènes physiques de l'électricité, notamment la triboélectricité qui désigne le phénomène électrostatique par lequel lorsque l'on met en contact deux matériaux de nature différente, une partie des électrons de la surface de contact d'un des deux matériaux est transféré à l'autre, et ce transfert subsiste lors de la séparation. Il rédigea peu avant sa mort, ses travaux sur l'électricité dans l'introduction de son livre sur ce sujet, "Novi Profectus" dans "Historia electricitatis", publié à titre posthume. Christian Hausen présenta son générateur et sa théorie de l'électricité, dans lequel l'électrification est une conséquence de la production de tourbillons dans un fluide électrique universel.
Le 27 novembre 1726, il devint membre de l'Académie royale des sciences de Prusse.
En 1731, il est nommé recteur de l'université de Leipzig.
En 1961, l'Union astronomique internationale a donné le nom de Hausen à un cratère lunaire.

## Travaux
- De Hierosolymis aureis. Wittemberg 1713
- De demonstratione existentiae dei, de ellipsibus infinitis propositiones geometricae. Leipzig 1714
- Theoria motus solis circa proprium axera, quam disputatane pro loco in amplissima … proposuit. Leipzig 1726
- De perceptionum idearumque in mente humana productione et nexu.
- Considertiones hydraulicae de aquae effluentis mensura, ad Loca aliquod Frontini explicanda.
- De vi perceptiva animae.
- De contradictionibus Scepticorum.
- De substantia et accidente.
- De rebus quibusdam ex regno minerali
- De variis modis per ignem aliquid significandi
- De variis cognnitionis et ingeniorum humanorum generibus it.
- De styli, quo eruditi homines utuntur varia indole.
- De catione et reasctione cont. Keilium et Defagulierum.
- Elementa mathesos. Leipzig 1734
- Novi profectus in historia electricitatis. Leipzig 1743